# 台湾の競馬

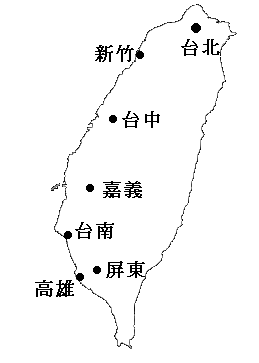
日本統治時代に競馬場があった町

この項目では日本統治時代の台湾の競馬について概説する。
日本では明治維新以降、各地で洋式競馬が行われ、朝鮮、満州、関東州、樺太などでも日本が統治下に置いた後まもなく日本人の手による競馬が開始されている。しかし、台湾は日本の統治下となるのは1895年(明治28年)と早かったが、競馬が始まるのは遅く、1928年(昭和3年)になってからである。日本人が進出する前の台湾は農耕や荷役には馬ではなく、牛や水牛を使う文化圏だったため（中国南部や東南アジアと同じ）、馬の数が極めて少なく、馬の飼育環境も整備されていなかったからである。台湾の競馬は開始が遅かったが、台湾の主要都市7都市でギャンブルとして競馬は始まり、年を経るにつれ盛んになる。
台湾競馬では台湾総督府の規制で馬券の払い戻しは現金ではなく特定の商店でのみ使える商品券で行われていたが、1938年(昭和13年)の台湾競馬令(台湾の競馬法)施行後は現金で払い戻しができるようになり、競馬法令も内地のものとほぼ同等になっている。
台湾競馬は経営こそ日本人が行っていたが、馬主や騎手・観客には日本人だけでなく台湾人も多く参加している。
台湾の競馬場施設は最初は規模が小さかったが、次第に拡大され1938年(昭和13年)の台湾競馬令施行以後は日本内地のものと同等の大きさの施設になっている。台湾競馬は台北・新竹・台中・嘉義・台南・高雄・屏東の7つの競馬場で春・秋の2シーズンで行われたが、台湾競馬令が施行された1938年以降は開催日数が増えたため春競馬は3月から7月、秋競馬は9月から翌年2月まで行われていた。日本の統治時代の台湾では競馬が行われないのは8月だけであった。

## 歴史

### 前史
清朝時代、台湾では牛や水牛が労働力として飼育され、馬の飼育施設は無かったという。下関条約によって台湾が日本に割譲された1895年(明治28年)以降、台湾総督府は馬の移入を試みるが、台湾全島の馬の数は1900年(明治33年)に39頭、1912年(大正元年)に183頭（内145頭は生殖能力がない騸馬）1925年(大正14年)でも224頭（内、騸馬が152頭)という状況で、台湾では馬産が緒についていなかった。大正年間には久留米の興行師が馬23頭を率いて興行を行ったが、それは競馬の嚆矢とはみなされていない。1928年(昭和3年)久邇宮邦彦王が訪台した折に台湾で馬産が行われていない理由を宮が質問したことがきっかけで馬産が奨励されるようになった。

### 台湾における競馬の黎明期(1928年-1931年)
台湾では1928年(昭和3年)台北で競馬が始まった。台北市内の運動場圓山グラウンドに1周400メートル、コース幅13メートルの仮設馬場を作り、台北馬事協会が主催し馬は台北武徳会馬術部や台湾各地の乗馬クラブが集めた41頭で競馬を行ったのが台湾競馬の嚆矢だとされている。この時の馬は大半が騸馬でなおかつ老齢の馬が多かったというが、それでも盛況だったという。台湾では競馬法や競馬規則がなかったが、昭和3年の競馬では1枚50銭で馬券を売り、3273円の売り上げがあった。1929年(昭和4年)には台中、台南、嘉義、屏東などでも競馬が始まり、台中、台南、嘉義の三か所で約57000円の売り上げがあり、その後は台湾全島で競馬が企画されるようになった。馬券は1928年(昭和3年)は1枚50銭、翌年から1枚1円で内地の競馬法を意識して一人1レースにつき1枚発売していた。
台湾総督府ではこれをギャンブル行為として取り締まることとしたが、農林省は馬産奨励の観点から公認競馬としてきちんとした規則の元で競馬を行った方が合理的と言い、台湾総督府は馬券払い戻しを現金ではなく物品引換券(指定された商店で物品と引換できる商品券)とする条件付きで馬券発売を伴う競馬を認めることにした。
台湾各地の競馬は公園や運動場、練兵場の一部を借りて1周400メートルから600メートルほどの仮設の馬場を作って始まったが、1930年(昭和5年)秋には嘉義と屏東では1周800メートルの常設競馬場が出来、新竹や高雄でも競馬は始まった。1931年(昭和6年)中には台湾7都市の競馬が出そろったが、この時の台湾の競馬場は仮設もしくは常設であっても1周800メートルの貧弱な施設であり、馬のレベルも低く日本本土の競馬と比べると「まことに幼稚なものでお話にならないもの」であった。

### 台湾競馬協会時代(1931年-1937年)
台湾各地で発足した各競馬団体はおおよそ同じような定款を定め、また互いに協定して連絡を取り合っていた。台湾の各競馬団体は1931年(昭和6年)に上部団体として台湾競馬協会を組織して台湾における競馬規則を定めた。規約の主な点は台湾の各競馬団体は春・秋に各4日間、一日に12レース以内を限度として競馬を行い、競走は駈足(普通の競馬）、速足、障碍競走の3種とし、駈足競走は1400メートル以上、速足競走は2400メートル以上、障碍競走は2500メートル以上で争う。登録や登録料、馬体検査やハンデキャップ、審判、賞金などの細目を定め、馬券は一人1レースに付き1枚を限度として買うことが出来、未成年や関係者は買うことが出来ない。入場券に添付されている投票券を窓口に差し出すことで馬券は買え、当たり馬券の払い戻し限度は10倍までで銭単位は切り捨て、当たり馬券は現金ではなく、指定された商店のみ使える景品券(商品券)で払い戻す、景品券の引き換えには3－7日間の有効期間がありそれを過ぎると無効になる。といった規則であった。
1932年(昭和7年)春には台北で従来の単勝式馬券に加えて複勝式馬券の発売を開始し、同年秋からは各地の競馬場でも単/複の発売を開始した。
馬券の金額は1枚1円だが、1937昭和12年の台北競馬だけは1枚2円になっている。
この時期の台湾競馬は各競馬場が春秋各4日間（2週にわたって各土日）開催され、春競馬が2月から5月、秋競馬は9月から12月に行われている（年によっては多少前後することもある）。
1938年(昭和13年)1月、台湾の各競馬場の経営は各州の州畜産組合連合に移された。

### 台湾競馬令時代(1937年-1944年)
こうして台湾の競馬も軌道に乗ることはできたが、1933年(昭和8年)以降、台湾競馬会は「台湾競馬法」の成立を台湾総督府に働きかける。その理由は日本では1923年(大正12年)制定の競馬法(旧競馬法)が馬産奨励と馬の質の向上に資しているので、台湾でも台湾警察の管理下で競馬を行うよりも、きちんとした競馬法の下で行った方が馬産奨励・馬匹改良につながるという建前によるものだった。(※この時の台湾の馬券払い戻しは商品券だが、本土の競馬法では馬券の払い戻しは現金である)。台湾競馬会は粘り強く台湾競馬法の制定を働きかけついに1938年(昭和13年)台湾競馬令が施行される。
従前の台湾競馬協会競馬規則から台湾競馬令への主な変更点は以下である。
1. 馬券の払い戻しは現金。(従前は指定された商店のみで使える景品券(商品券)
2. 馬券金額の種類を1枚20円、10円、5円、2円の4種とし、観客は一人1レースに付き総額20円を上限として複数枚買える。（従前は1円もしくは2円の馬券が1枚）
3. 競馬は年2回、各回の開催日数は7日以内とする。（従前は4日)
4. 払い戻し率は80%とし、売り上げの一定割合を国庫に納める(売り上げが300万円以上だと10%、300万円より売上金額が少ない場合は国庫納付率は下がる）。
5. 競馬場は1周1600メートル以上、コース幅30メートル以上の馬場を持たなければならない。
6. 競走は1600メートル以上の距離で行わなければならない。（従前は1400メートル)
7. 勝ち馬券の払い戻しの上限（10倍）は変わらないが、払い戻し率が80%に満たない場合は合計80%になるまで外れ馬券に均等に配当をする。

と言った点が主要な変更点で、未成年・関係者の馬券購入の禁止などは維持された。
台湾競馬令施行以降、各地の競馬場の売り上げはさらに増え、また開催日も増えたので春競馬は3月から7月、秋競馬は9月から翌2月までと、8月以外は毎月どこかの競馬場で競馬が開催されるようになっている。

#### 台湾競馬の売り上げ
昭和3年から10年までで空欄になっているところは開催無し。
| 台湾の競馬の売り上げ | 台湾の競馬の売り上げ | 台湾の競馬の売り上げ                                   | 台湾の競馬の売り上げ                                   | 台湾の競馬の売り上げ                                   | 台湾の競馬の売り上げ                                   | 台湾の競馬の売り上げ                                   | 台湾の競馬の売り上げ                                   | 台湾の競馬の売り上げ                                   |
| 年                   | 場所                 | 台北                                                   | 新竹                                                   | 台中                                                   | 台南                                                   | 嘉儀                                                   | 高雄                                                   | 屏東                                                   |
| -------------------- | -------------------- | ------------------------------------------------------ | ------------------------------------------------------ | ------------------------------------------------------ | ------------------------------------------------------ | ------------------------------------------------------ | ------------------------------------------------------ | ------------------------------------------------------ |
| 昭和3年              | 春                   | 3,275                                                  |                                                        |                                                        |                                                        |                                                        |                                                        |                                                        |
| 昭和4年              | 春                   |                                                        |                                                        |                                                        | 5,638                                                  | 13,396                                                 |                                                        |                                                        |
| 昭和4年              | 秋                   |                                                        |                                                        | 9,344                                                  | 6,577                                                  | 15,455                                                 |                                                        | 6,582                                                  |
| 昭和5年              | 春                   | 32,629                                                 |                                                        | 8,889                                                  | 16,840                                                 | 19,750                                                 |                                                        | 16,280                                                 |
| 昭和5年              | 秋                   | 37,636                                                 | 15,844                                                 | 18,118                                                 | 20,280                                                 | 34,900                                                 |                                                        | 21,301                                                 |
| 昭和6年              | 春                   | 36,461                                                 | 19,215                                                 | 17,913                                                 | 29,100                                                 | 29,860                                                 |                                                        | 22,346                                                 |
| 昭和6年              | 秋                   | 37,278                                                 |                                                        |                                                        | 32,030                                                 | 37,200                                                 | 32,762                                                 | 28,630                                                 |
| 昭和7年              | 春                   | 86,540                                                 |                                                        | 38,851                                                 | 28,390                                                 | 31,780                                                 | 21,927                                                 | 19,711                                                 |
| 昭和7年              | 臨時                 |                                                        |                                                        |                                                        | 29,430                                                 |                                                        |                                                        |                                                        |
| 昭和7年              | 秋                   | 100,979                                                |                                                        | 45,070                                                 | 53,033                                                 | 68,044                                                 | 47,093                                                 | 35,300                                                 |
| 昭和8年              | 春                   | 132,878                                                |                                                        | 55,914                                                 | 69,624                                                 | 67,021                                                 | 49,047                                                 | 28,614                                                 |
| 昭和8年              | 秋                   | 124,231                                                |                                                        | 42,270                                                 | 49,230                                                 | 89,675                                                 | 58,752                                                 | 21,386                                                 |
| 昭和9年              | 春                   | 157,926                                                |                                                        | 51,194                                                 | 72,198                                                 | 84,676                                                 | 84,609                                                 | 51,822                                                 |
| 昭和9年              | 秋                   | 159,626                                                |                                                        |                                                        | 64,845                                                 | 114,814                                                | 90,753                                                 | 56,726                                                 |
| 昭和9年              | 記念                 | 122,996                                                |                                                        |                                                        |                                                        |                                                        |                                                        |                                                        |
| 昭和10年             | 春                   | 179,478                                                |                                                        |                                                        | 54,655                                                 | 98,972                                                 | 90,424                                                 | 32,902                                                 |
| 昭和10年             | 台博記念             | 194,257                                                |                                                        |                                                        |                                                        |                                                        |                                                        |                                                        |
| 昭和10年             | 秋                   | 209,076                                                | 42,450                                                 | 54,922                                                 | 30,851                                                 | 98,432                                                 | 104,462                                                | 75,237                                                 |
| 昭和10年             | 台博記念             |                                                        | 41,293                                                 |                                                        |                                                        |                                                        |                                                        |                                                        |
| 昭和11年             | 春                   | 261,292                                                | 79,627                                                 | 68,752                                                 | 77,192                                                 | 130,080                                                | 98,788                                                 | 80,389                                                 |
| 昭和11年             | 秋                   | 324,106                                                | 181,676                                                | 196,834                                                | 164,456                                                | 220,950                                                | 215,708                                                | 173,478                                                |
| 昭和12年             | 春                   | 559,161                                                | 219,149                                                | 243,417                                                | 202,024                                                | 261,143                                                | 222,809                                                | 211,995                                                |
| 昭和12年             | 秋                   | 631,262                                                | 220,629                                                | 208,358                                                | 228,698                                                | 311,181                                                | 307,749                                                | 270,273                                                |
| 昭和13年             | 春                   | 430,780                                                | 421,362                                                | 365,119                                                | 319,012                                                | 516,873                                                | 306,742                                                | 292,987                                                |
| 昭和13年             | 秋                   | 953,288                                                | 561,438                                                | 553,552                                                | 393,252                                                | 837,188                                                | 648,830                                                | 444,034                                                |
| 昭和14年             | 春                   | 126,245                                                | 663,925                                                | 549,148                                                | 525,234                                                | 617,202                                                | 550,238                                                | 477,654                                                |
| 昭和14年             | 秋                   | 1,079,255                                              | 689,255                                                | 789,035                                                | 474,188                                                | 749,052                                                | 732,104                                                | 515,036                                                |
| 昭和15年             | 春                   | 1,087,525                                              | 995,585                                                | 826,785                                                | 566,253                                                | 928,062                                                | 579,128                                                | 592,586                                                |
| 昭和15年             | 秋                   | 以降も馬券を発売して競馬は開催しているが売上金額は不明 | 以降も馬券を発売して競馬は開催しているが売上金額は不明 | 以降も馬券を発売して競馬は開催しているが売上金額は不明 | 以降も馬券を発売して競馬は開催しているが売上金額は不明 | 以降も馬券を発売して競馬は開催しているが売上金額は不明 | 以降も馬券を発売して競馬は開催しているが売上金額は不明 | 以降も馬券を発売して競馬は開催しているが売上金額は不明 |

### 台湾競馬の終焉(1944年)
台湾競馬は1944年(昭和19年)2月まで開催されている。
太平洋戦争の開戦により、台湾では戦費をまかなう為に様々な税金が上げられたが、1943年(昭和18年)、馬券税だけは馬産奨励のために逆に引き下げられている。
未曾有の大戦争で、新聞や雑誌では戦争に関する記事が紙面の大半を占め、競馬記事が掲載されることは極めて少なくなったが、1943年(昭和18年)の雑誌『台湾畜産会会報』ではいくつかの号にわずかながら競馬欄があり競馬が開催されていたことがわかる。1943年(昭和18年)4月１日には「昭和17年秋シーズン競馬の優秀騎手と馬丁の表彰式」が高雄競馬場で行われ、台湾各地の競馬場は昭和18年にも春・秋の2シーズンに各7日間（主に土日）競馬を開催している。台湾日日新報昭和19年1月26日付にも昭和18年秋シーズン最後の競馬として昭和19年2月開催の高雄競馬の記事が載っているが、少なくとも昭和18年度中は台湾競馬は戦争前と大きくは変わらずに開催されていることが当時の新聞雑誌(『台湾畜産会会報』や台湾日日新報の断片的な記事から）で確認できる。昭和19年2月18日付台湾日日新聞には翌日から開催する高雄競馬の広告が載っている。1944年(昭和19年)4月には馬産奨励法が施行され、競馬に代わって台湾総督府直轄で馬の能力検定や調教鍛錬が行われることになった。

## 台湾人と台湾競馬
台湾競馬の初期(運動場や練兵場を借りて行っていた時代）には観客も日本人がほとんどを占めていたが、開催を重ねるにつれ台湾人も増えている。1935年(昭和10年)秋の屏東競馬では観客の3-4割が台湾人であったという。さらにその後の台湾競馬では馬主や騎手にも中国名の人物が目立つようになっている。昭和18年10月の新規騎乗許可を得た者（つまり新人騎手)は6人中5人が中国名で日本名は1人だけという状況になる。

## 台湾競馬の馬
台湾にはもともとは馬がほとんどいなかったため、初期の台湾競馬の競走馬はすべて日本内地からの移入馬で乗馬クラブの馬や荷馬が出場していた。建前としての競馬の目的は馬産奨励と馬の改良なので騸馬は好ましくないとはされていたが、なにしろ牡馬牝馬の絶対数が少ないので、台湾競馬では騸馬も多数走っていた。1932年(昭和7年)頃からは老齢馬や競走向きではない馬は減少し、ようやく競馬らしい競馬を行えるようになったという。1937年(昭和12年)でも競走馬は日本内地産で馬の品種はサラ系（サラブレッドを主とする混血）やアラブ系を少数見ることが出来るが、大半は馬種を特定できない雑種である。1943年(昭和18年)になっても台湾の競走馬は日本内地産馬の移入に頼っている。1943年(昭和18年)春の競馬の成績をみても、1800-2000メートルのレースで千葉県の中山競馬場のタイムと台北競馬場のタイムでは10秒違い、台湾競馬の関係者は台湾で一流とされている馬でも内地に行けば三流であると嘆いている。

## 各地の競馬場
台湾の競馬場は1938年(昭和13年)の台湾競馬令で一周1600メートル以上の馬場を持つここと定められた。

### 台北競馬場
台北では1928年(昭和3年)に市内圓山グラウンドに1周400メートル幅13メートルの馬場を作り台湾初の競馬が開催された。1930年(昭和5年)春にも同グランドで1周550メートルで行われ、1930年(昭和5年)秋からは陸軍練兵場（現・青年公園）を借りて1周800メートル、後に拡大され1000メートルの馬場を作って競馬を行った。1934年(昭和9年)には新店渓北側に1周1000メートルの常設競馬場である川端競馬場を作り（新店渓川上の水道町と川端町の境になるので水道町競馬場とも水道町川端競馬場とも言う）競馬を行った。1939年(昭和14年)北投に新競馬場を作ることが決まり（現・国防大学政治作戦学院）、1940年(昭和15年)からは北投競馬場で競馬は行われている。1940年(昭和15年)10月26日に落成した北投競馬場は1周1800メートルの馬場を持ち、日中戦争中ということもあって施設は木造で作られたが馬見所(メインスタンド)や投票所、厩舎など施設にはすべて上屋を整備し降雨や日差しを避けて競馬が楽しめるようになっていた。競馬期間中は台湾鉄道も臨時列車を運行したという.
主催者は1928年(昭和3年)の競馬は台北武徳会馬術部、1930年(昭和5年)からは台北馬事協会、1937年(昭和12年)からは台北州畜産組合連合、1941年の北投競馬は台北州畜産会主催で行われている。

### 新竹競馬場

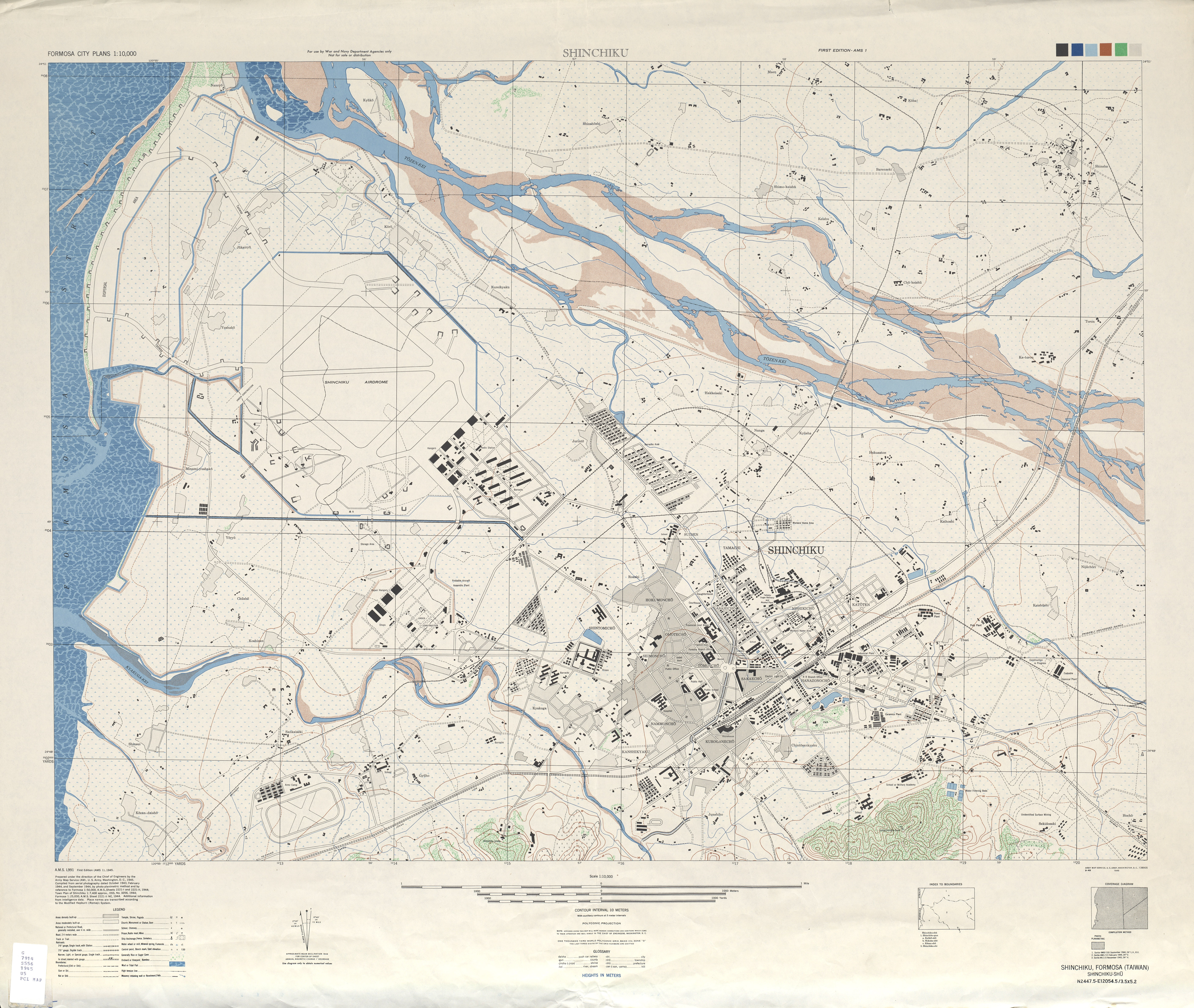
1945年新竹市　地図の左下(南西)に香山競馬場が見えるが、1945年の地図なのでArmy Campと記されている。

新竹では1930年(昭和5年)秋と1931年(昭和6年)春に市内の公園内グラウンドに1周450メートルの馬場を作って競馬が行われたという。その後しばらく新竹では競馬は行われなかったが1935年(昭和10年)には十八尖山の麓の赤土崎に1周1000メートル幅25メートルの常設の競馬場が作られた（現在の国立新竹高商敷地）。後に赤土崎競馬場は手狭になったため移転することになり、新竹の郊外の香山に当時台湾では最大の1600メートルの競馬場が新設され香山競馬場で新竹の競馬は行われている。
主催は昭和5-6年は新竹馬事協会で昭和10年は新竹産馬期成会、昭和11年からは新竹州畜産組合連合会。

### 台中競馬場
台中では1929年(昭和4年)秋に市内の練兵場に1周550メートル幅15メートルの馬場を作り競馬を行っていたという。練兵場の馬場は1932年(昭和7年)に1周800メートルに拡大されている。台中市ではその場所は市の中心部にほど近い台中市南区萬安里正義街付近だとし、そこは後に軍の司令部になったが、現在の台中長春公園はその跡地に作られたという。台中では練兵場を借りての競馬が長く行われ、常設の競馬場が設けられるのは台湾では一番遅くなったが、やがて大肝山の麓、現在は台湾軍の成功嶺基地になっている場所に台中競馬場が設けられたという。新設の台中競馬場はコース長1600メートルである。

### 嘉義競馬場
嘉義では1929年(昭和4年)春に公園内の空き地で1周410メートルの馬場を作って競馬を開催したという。1930年(昭和5年)秋には堀川町（現在の嘉義市東区新開里やその周辺）に常設の競馬場が出来て競馬はそちらで開催されている。堀川町競馬場は最初は1周800メートル、1934年(昭和9年)には拡大されて1周1000メートルになっている。
しかし、堀川町競馬場は手狭だったため、1938年(昭和13年)、移転することになった。移転先は当初は白鷺橋西側市内下路頭八掌渓河畔（白鷺橋は現在の軍旗橋西側、現在地名では嘉義市東区安業里の八掌渓河畔）とされたが、実際には嘉義の北、嘉北駅近くに新競馬場は設けられた。新設の嘉義競馬場はコース長1600メートルである。

### 台南競馬場

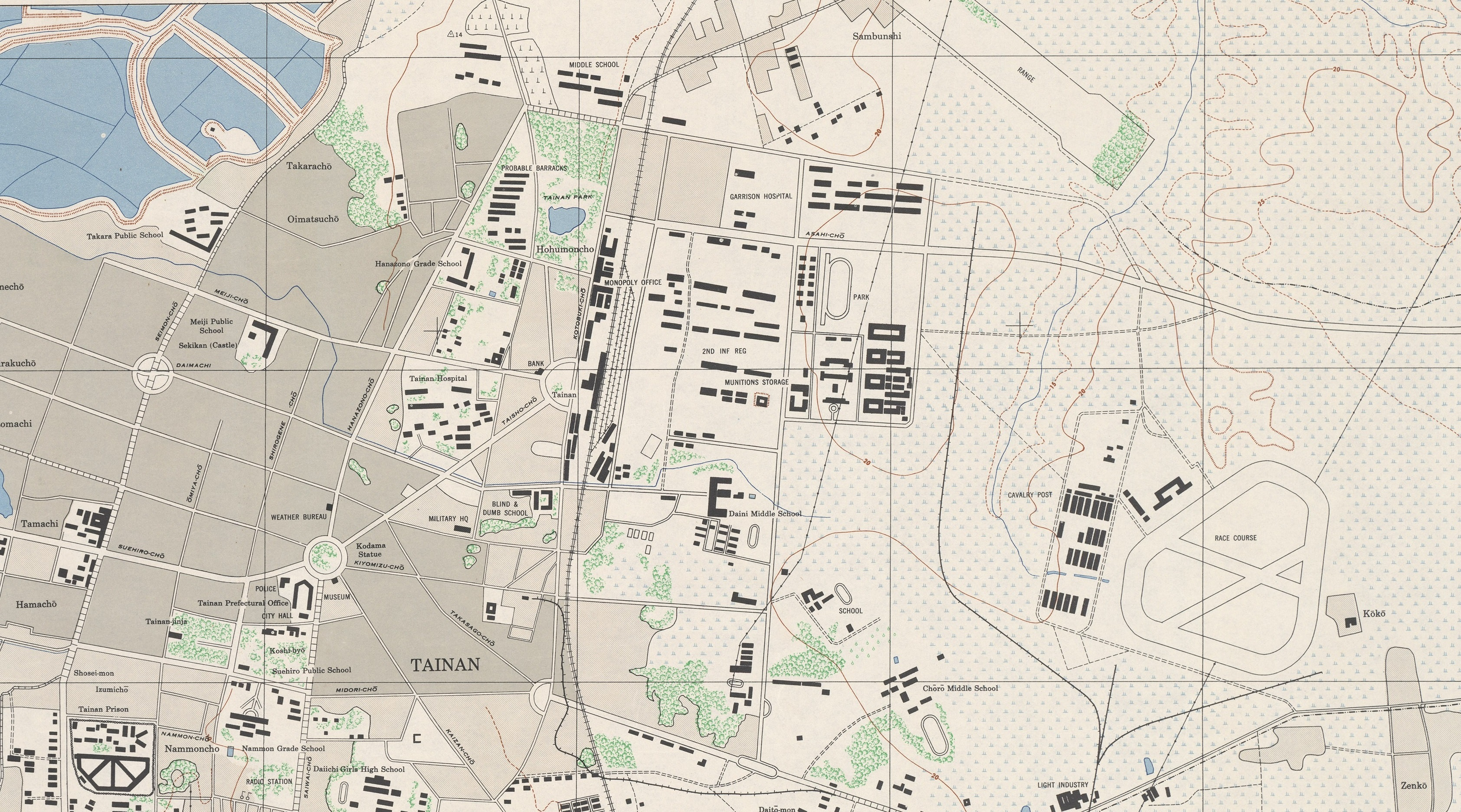
1945年台南駅とその東側。右(東)に三角形の競馬場が見える1945年アメリカ陸軍作成地図の一部分

台南では1929年(昭和4年)運河横の空き地に1周400メートルの馬場を作って競馬を始めたという。空き地の競馬は春・秋に開催されたが、1931年(昭和6年)秋からは練兵場を借りて1周800メートルの馬場を作って競馬を行い、1932年(昭和7年)には桶盤棧に1周1000メートルの常設の競馬場が建設された。桶盤棧は日本統治時代は汐見町、現在は水交社の地名になっている。
1940年(昭和15年)、台南市東区後甲に競馬場は移転している。三角形の独特の形の馬場を持つ台南の新競馬場はコース長1800メートルで台北北投競馬場と並んで台湾最大のコースを持つ。

### 高雄競馬場
高雄では1931年(昭和6年)秋に苓雅寮の海軍航空基地内の土地を借りて1周800メートルの馬場を作って競馬を催したのが嚆矢だとされる。苓雅寮海軍基地での競馬は1年で終わり、1932年(昭和7年)秋のシーズンからは入船町の空き地に1周600メートル、後に800メートルの馬場を作って競馬を行った。1935年(昭和10年)には前金の大港埔に1周800メートル幅20メートルの常設競馬場が開設された。高雄では前金競馬場の次に湾子内に競馬場が作られたとされるが詳細は不明である。アメリカ陸軍の1945年の地図では湾子内に競馬場らしき楕円が確認できる。新設の高雄競馬場はコース長1600メートルである。

### 屏東競馬場
屏東では1929年(昭和4年)秋に飛行場の一部を借りて600メートルの馬場を作って競馬を行ったのが嚆矢とされ、1930年(昭和5年)春には公園グラウンドで400メートルの馬場を作って競馬を行った。それら仮設施設はそれぞれ1回の開催で終わり、1930年(昭和5年)秋には常設の競馬場が六塊厝に開設された。六塊厝競馬場は1周800メートルから次第に拡大され1934年(昭和9年)には1000メートル、1935年(昭和10年)秋には1600メートルの馬場を持つようになっている。taiwanairpower.orgによると六塊厝競馬場は屏東飛行場に隣接している。